# Argyra hoffmeisteri
Argyra hoffmeisteri är en tvåvingeart som först beskrevs av Friedrich Hermann Loew 1850.  Argyra hoffmeisteri ingår i släktet Argyra och familjen styltflugor. Inga underarter finns listade i Catalogue of Life.